# Denis Dasoul
Denis André Dasoul (Luik, 20 juli 1983 – Canggu, 1 november 2017) was een Belgisch voetballer. In 2001 en 2002 kwam hij in totaal vijf keer uit voor het Belgisch voetbalelftal onder 19.
Hij kwam in 2017 op 34-jarige leeftijd om het leven door een blikseminslag terwijl hij aan het surfen was op Bali.

## Jeugdcarrière
- 1991-1998: Standard Luik
- 1998-1999: Tilleur FC
- 1999-2001: Standard Luik

## Profcarrière
- 2001-jan.02: Perugia Calcio
- jan.02-2002: RC Genk
- 2002-2004: SC Bregenz
- 2004-2005: Antwerp FC
- 2005-2006: US Foggia
- 2006-2007: Union Saint-Gilloise
- 2007-2008: AC Este
- 2008-2009: FC Bolzano 1996
- 2009-2010: US Città di Jesolo
- 2010-2011 : Sassari Torres 1903 [3]